# Yossi Bitton
Yossi Bitton   (Safed, 1973) és un maquillador i empresari israelià.

## Biografia
Yossi Bitton va néixer a Safed el 1973. De petit, la seva família es mudava amb molta freqüència. Durant algun temps va viure a França. Després de l'exèrcit, Yossi Bitton va entrar als estudis d'arquitectura, i fins a l'inici dels estudis, va assistir a diversos cursos, incloent-hi un curs de maquillatge professional.
Bitton va abandonar els estudis d'arquitectura per centrar-se en el maquillatge. Un mes després, se li va oferir una oficina a l'escola de maquillatge.
També va estudiar a l'escola de Christian Chaubeau, maquilladors de Hollywood, a Bulvar Rossman, a prop de la Torre Eiffel a París.
El 2004, Yossi Bitton va fundar la primera escola de maquillatge a Haifa. Al llarg dels anys, es van obrir sucursals al nord i centre d'Israel, amb sucursals ubicades a Tel-Aviv, Haifa, Rosh Pina. El 2018, Bitton va obrir escoles de maquillatge a Kíev i una escola per a estudiants ultraortodoxos a Bnei Brak.
A més, Yossi Bitton va obrir més de 350 punts de venda i comercialització de cosmètics a tot Israel sota la marca B COSMIC. La línia de maquillatge B COSMIC incorpora ingredients naturals com ara extractes de plantes i olis aromàtics. Estan dissenyats per al clima israelià, oferint protecció i durabilitat. La línia ha estat provada en laboratoris avançats i aprovada per al seu ús sense proves amb animals.